# Serpopard

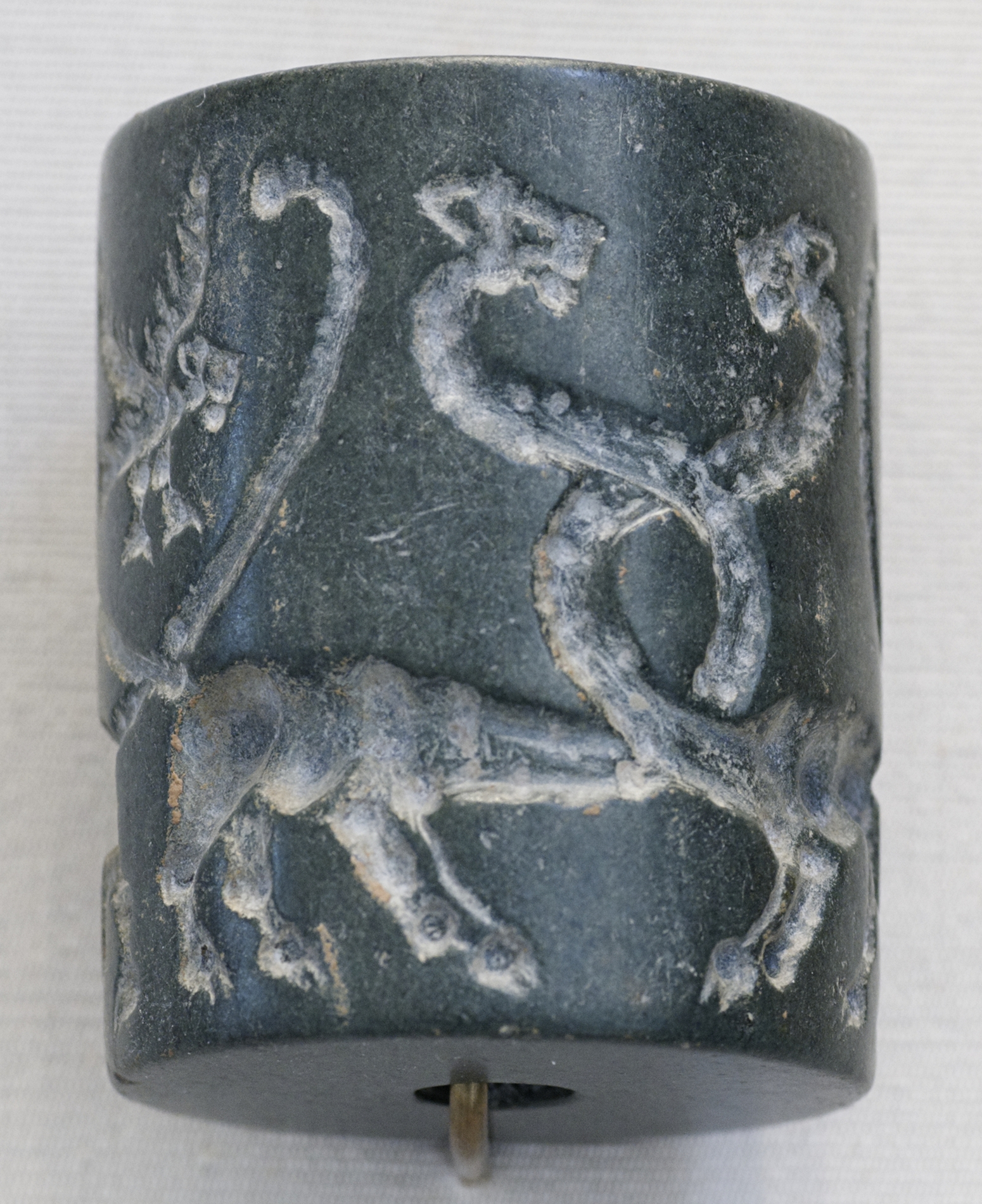
Sceau-cylindre (3000 av. J.-C.) provenant d'Uruk montrant un motif léonin appelé « serpopard » - Louvre

Le serpopard est un animal mythique représenté sur des objets antiques d’Égypte antique et de Mésopotamie. C’est une chimère combinant des parties du corps d’un léopard (ou, selon les interprétations, d’un lion) et d’un serpent. Le terme « serpopard », moderne, est un mot-valise formé à partir du nom de ces deux animaux. On ne trouve pas de nom pour cette créature dans les textes anciens.

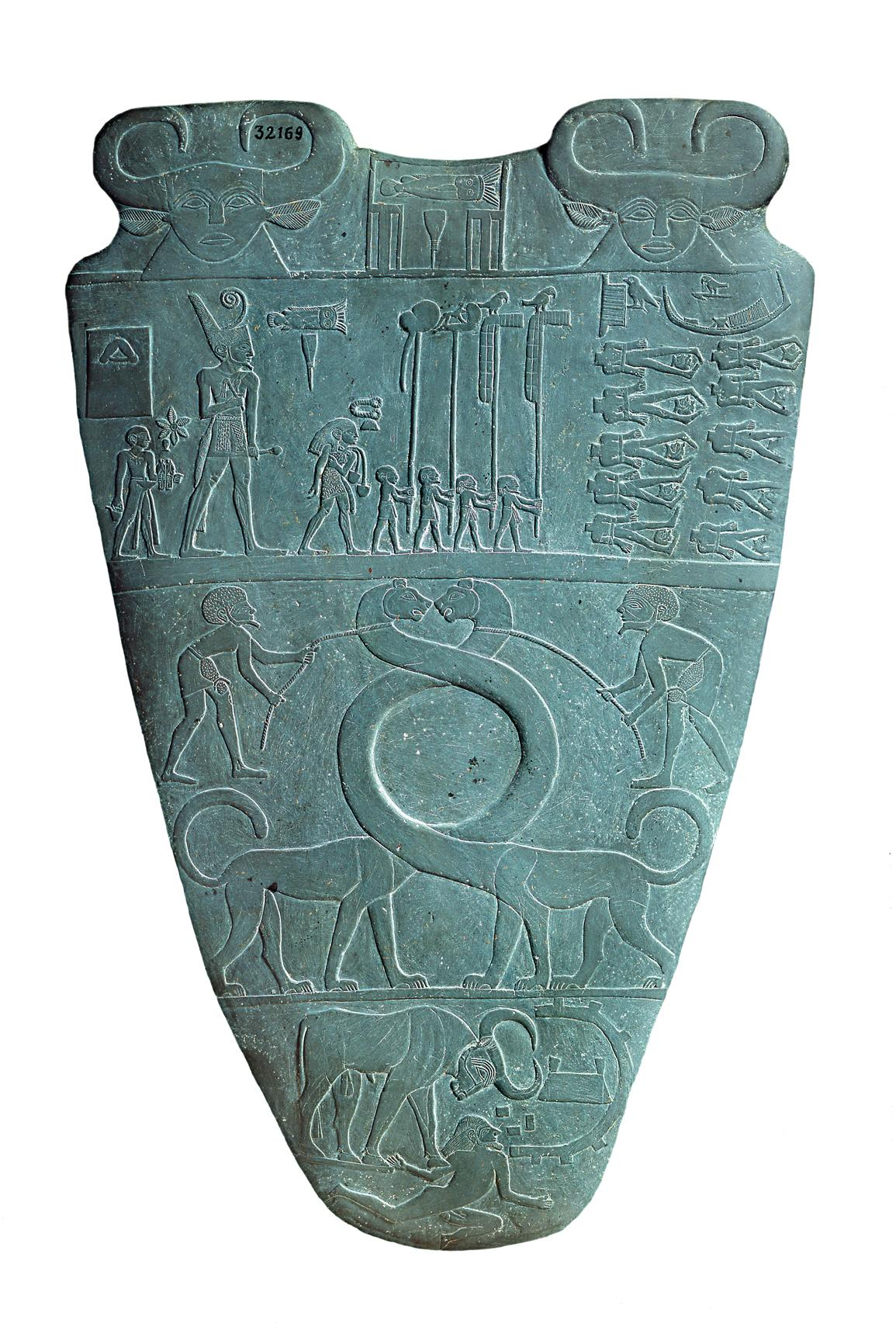
Palette de Narmer avec une dépression centrale pour mélanger des cosmétiques

## Images
L'image se trouve spécifiquement sur des palettes à fard provenant de la période prédynastique égyptienne et sur des motifs gravés sur des sceaux-cylindres de la période protohistorique de la Mésopotamie (environ -3500 à -3000). Les exemples incluent la palette de Narmer et la petite palette de Nekhen (Hiérakonpolis). Le sceau-cylindre d’Uruk montre clairement le motif. Typiquement, deux serpopards sont représentés, dont les cous s’entrecroisent.

## Interprétations
L'image est généralement classée comme féline et son examen attentif met en évidence un lion à long cou. Ces caractéristiques sont exprimées au bout de la queue, il n'y a pas de taches, la tête aux yeux ronds ressemble à celle d'une lionne plutôt qu'à celle d'un serpent (les serpents n'ont pas d'oreilles et il n'y a pas de caractéristiques serpentines telles que les écailles, la langue ou la forme de la tête).
Il a été suggéré que dans l'art de l'Égypte antique les serpopards représentent « un symbole du chaos qui régnait le long des frontières de l'Égypte », situation que le roi devait dominer. Ils sont normalement exhibés comme conquis ou enchaînés, comme sur la palette de Narmer ou attaquant d'autres animaux. Mais dans l'art de Mésopotamie, ils sont représentés par paires, avec des cous entrelacés.
En Mésopotamie, l'utilisation de ces « lions-à-cou-de-serpent » et autres animaux hybrides est interprétée comme étant « les manifestations de l'aspect chtonique du dieu de la vitalité de la nature, lequel est la manifestation de la vie jaillissant de la terre ».
De façon similaire dans les peuples anciens, les Égyptiens sont connus pour leurs descriptions précises des créatures qu'ils ont observées. Leurs créatures chimériques (composées) ont des caractéristiques très reconnaissables des animaux à l'origine de ceux qui sont représentés notamment ceux des anciennes divinités mixtes.
Les lionnes jouent un rôle important dans les concepts religieux de la Basse et de la Haute-Égypte réunies. Ce sont des animaux associés à la protection de la royauté. Les longs cous sont simplement une exagération utilisée comme cadre dans un motif artistique formant le godet de mélange des cosmétiques de la palette de Narmer ou l'entourant, dans la petite palette.
Les descriptions d'animaux fantastiques sont aussi connues à Élam et en Mésopotamie, comme dans d'autres cultures.

## Culture populaire
- Les serpopards apparaissent dans le livre-roman des Chroniques de Kane La Pyramide rouge. Deux serpopards furent envoyés par la divinité Seth pour attaquer Philippe de Macédoine, Sadie Kane, Carter Kane et Khufu. Ils furent vaincus par Bastet.
- Un serpopard apparaît dans le jeu de cartes à collectionner Magic : L'Assemblée, dans l'extension Amonkhet, librement inspirée de l’Égypte antique, sur la carte du Serpopard rôdeur.

## Sources
- (en) Cet article est partiellement ou en totalité issu de l’article de Wikipédia en anglais intitulé « Serpopard » (voir la liste des auteurs).